# Malek Baayou
Malek Baayou (in arabo مالك بعيو‎?; Sousse, 29 aprile 1999) è un calciatore tunisino, centrocampista dell'Étoile du Sahel.

## Carriera

### Club
Il 31 gennaio 2023 si trasferisce in Egitto, accordandosi con lo Smouha a parametro zero.

### Nazionale
Esordisce in nazionale il 21 settembre 2019 contro la Libia, incontro valido per le qualificazioni al Campionato delle Nazioni Africane 2020.

## Statistiche

### Presenze e reti nei club
Statistiche aggiornate al 31 gennaio 2023.
| Stagione               | Squadra                | Campionato             | Campionato | Campionato | Coppe nazionali | Coppe nazionali | Coppe nazionali | Coppe continentali | Coppe continentali | Coppe continentali | Altre coppe | Altre coppe | Altre coppe | Totale | Totale |
| Stagione               | Squadra                | Comp                   | Pres       | Reti       | Comp            | Pres            | Reti            | Comp               | Pres               | Reti               | Comp        | Pres        | Reti        | Pres   | Reti   |
| ---------------------- | ---------------------- | ---------------------- | ---------- | ---------- | --------------- | --------------- | --------------- | ------------------ | ------------------ | ------------------ | ----------- | ----------- | ----------- | ------ | ------ |
| 2017-2018              | Étoile du Sahel        | L1                     | 7          | 0          | CT              | 0               | 0               | CCL                | 2                  | 0                  | -           | -           | -           | 9      | 0      |
| 2018-2019              | Étoile du Sahel        | L1                     | 13         | 0          | CT              | 2               | 0               | ACC+CC             | 5+9                | 0                  | -           | -           | -           | 29     | 0      |
| 2019-2020              | Étoile du Sahel        | L1                     | 14         | 0          | CT              | 1               | 0               | CCL                | 8                  | 1                  | -           | -           | -           | 23     | 1      |
| 2020-2021              | Étoile du Sahel        | L1                     | 8          | 0          | CT              | 2               | 0               | CC                 | 3                  | 0                  | -           | -           | -           | 13     | 0      |
| 2021-2022              | Étoile du Sahel        | L1                     | 8+3        | 0          | CT              | 1               | 0               | CCL                | 5                  | 0                  | -           | -           | -           | 17     | 0      |
| 2022-gen. 2023         | Étoile du Sahel        | L1                     | 0          | 0          | CT              | 0               | 0               | -                  | -                  | -                  | -           | -           | -           | 0      | 0      |
| Totale Étoile du Sahel | Totale Étoile du Sahel | Totale Étoile du Sahel | 50+3       | 0          |                 | 6               | 0               |                    | 32                 | 1                  |             | -           | -           | 91     | 1      |
| gen.-giu. 2023         | Smouha                 | PL                     | 0          | 0          | CE              | 0               | 0               | -                  | -                  | -                  | -           | -           | -           | 0      | 0      |
| Totale carriera        | Totale carriera        | Totale carriera        | 53         | 0          |                 | 6               | 0               |                    | 32                 | 1                  |             | 0           | 0           | 91     | 1      |

### Cronologia presenze e reti in nazionale
| Cronologia completa delle presenze e delle reti in nazionale ― Tunisia | Cronologia completa delle presenze e delle reti in nazionale ― Tunisia | Cronologia completa delle presenze e delle reti in nazionale ― Tunisia | Cronologia completa delle presenze e delle reti in nazionale ― Tunisia | Cronologia completa delle presenze e delle reti in nazionale ― Tunisia | Cronologia completa delle presenze e delle reti in nazionale ― Tunisia | Cronologia completa delle presenze e delle reti in nazionale ― Tunisia | Cronologia completa delle presenze e delle reti in nazionale ― Tunisia |
| Data                                                                   | Città                                                                  | In casa                                                                | Risultato                                                              | Ospiti                                                                 | Competizione                                                           | Reti                                                                   | Note                                                                   |
| ---------------------------------------------------------------------- | ---------------------------------------------------------------------- | ---------------------------------------------------------------------- | ---------------------------------------------------------------------- | ---------------------------------------------------------------------- | ---------------------------------------------------------------------- | ---------------------------------------------------------------------- | ---------------------------------------------------------------------- |
| 21-9-2019                                                              | Radès                                                                  | Tunisia                                                                | 1 – 0                                                                  | Libia                                                                  | Q. Campionato delle Nazioni Africane 2020                              | -                                                                      |                                                                        |
| 20-10-2019                                                             | Salé                                                                   | Libia                                                                  | 1 – 2                                                                  | Tunisia                                                                | Q. Campionato delle Nazioni Africane 2020                              | -                                                                      |                                                                        |
| Totale                                                                 |                                                                        | Presenze                                                               | 2                                                                      |                                                                        | Reti                                                                   | 0                                                                      |                                                                        |

## Palmarès

### Club

#### Competizioni internazionali
- Coppa dei Campioni araba: 1

Étoile du Sahel: 2018-2019